# دوهيسكيكولبي
دوهيسكيكولبي (بالبلغارية: Душевски колиби)‏ قرية تقع إدارياً ضمن Sevlievo ‏ في بلغاريا. ويبلغ عدد سكانها 11 نسمة حسب تعداد 15 مارس 2015. تعتمد دوهيسكيكولبي للبريد على الرمز البريدي 5455 وللاتصالات على رمز الاتصال الهاتفي المحلي 067390.